# Dana Schoenfield
Dana Lee Schoenfield, född 13 augusti 1953 i Harvey i Illinois, är en amerikansk före detta simmare.
Schoenfield blev olympisk silvermedaljör på 200 meter bröstsim vid sommarspelen 1972 i München.